# Ahn Tae-jin
Ahn Tae-jin (안태진; nascut el 1972) és un director de cinema i cineasta de Corea del Sud. És conegut per la seva pel·lícula històrica Els ulls de la nit (2022), per la qual ha rebut nombrosos reconeixements com a millor nou director. Alguns d'aquests premis inclouen el premi al nou director del 28è Festival internacional de cinema de Chunsa, el premi al guió del 28è festival internacional de cinema de Chunsa, el 44è premi al nou director dels Blue Dragon Film Awards i el premi al nou director del 59ns Grand Bell Awards.

## Primers anys
Després de veure Retorn al futur el dia de la inauguració al Daehan Theatre, Ahn, de 16 anys, es va inspirar per seguir una carrera com a director de cinema.

## Carrera
Els ulls de la nit marca el debut oficial del director Ahn Tae-jin com a director 17 anys després de ser assistent de direcció de Lee Jun-ik a The King and the Clown l'any 2005. Aquest és el primer treball presentat al públic sota el títol.
Va trigar 17 anys a dirigir la seva primera pel·lícula. Després d'acabar el rodatge de The King and the Clown, Ahn va començar a escriure el guió i va completar un guió negre amb el títol provisional Diver en un any. Va enviar-ho a la companyia cinematogràfica, però no hi va haver resposta. Fins i tot després d'això, l'obra va caure diverses vegades. Hi havia 10 guions o tractaments (esquemes més detallats que sinopsis) escrits abans de Els ulls de la nit. Tots van fallar en la inversió i el càsting. L'escenari d'acció negra, que va trigar gairebé tres anys a completar-se, es va portar a l'escenari de producció reclutant actors famosos al voltant del 2011, però no va rebre inversió. En aquest moment, estava molt frustrat. Afortunadament, la frustració va ser curta i de curta durada.
Va treballar com a missatger per mantenir-se. El districte del qual estava a càrrec en aquell moment era Chungmuro. Quan anava a un estudi de cinema per lliurar alguna cosa, deixava l'article enrere i s'escapava. Fins i tot va guanyar aproximadament 1 milió de won al mes mitjançant el lliurament de llet al matí. El que es va adonar en aquell moment va ser que el que més li agradava eren les pel·lícules. L'ansietat que no podria tornar a treballar al cinema si la seva pel·lícula de debut anava malament es va convertir en el motor que el va fer dedicar-hi tot el seu esforç.
El 2018, Baek Yeon-ja, director general de Damdam, una companyia cinematogràfica, li va oferir per primera vegada a Ahn escriure la història. Al principi, només hi havia una narració molt senzilla: el personatge principal amb ceguesa entra al palau i és testimoni d'un secret. La idea va ser tan interessant que va acceptar l'oferta i va afegir a la història fent servir el thriller, que sempre li va agradar.
A finals de 2022, quan la caiguda de les pel·lícules coreanes va ser severa, el nombre d'espectadors va arribar als 3,32 milions, ocupant el 8è lloc de la taquilla anual del 2022. Entre les obres estrenadas al mateix temps, Els ulls de la nit és l'única pel·lícula coreana que supera el milió d'espectadors.
En concret, el moment en què el seu primer llargmetratge, Els ulls de la nit, que va estrenar 17 anys després de reescriure nombrosos guions després de treballar com a ajudant de direcció de la pel·lícula de 2005 The King and The Clown, va ser nomenat guanyador del premi a la millor pel·lícula als Baeksang Arts Awards, va ser un moment que va donar esperança a tots els cineastes i aspirants a cineastes.

## Vida personal
Ahn es va casar amb la seva dona el 2005 quan es va estrenar The King and The Clown. La seva dona va treballar a l'empresa i va ser la cap de la llar durant 17 anys.

## Filmografia

### Cinema
| Any  | Títol                           | Títol              | Acreditat com           | Acreditat com       | Acreditat com | Acreditat com | Ref.          |
| Any  | Anglès                          | coreà              | Departament de direcció | Ajudant de direcció | Director      | Guionista     | Ref.          |
| ---- | ------------------------------- | ------------------ | ----------------------- | ------------------- | ------------- | ------------- | ------------- |
| 2004 | Hi! Dharma 2: Showdown in Seoul | 달마야, 서울가자   | Staff                   | N/D                 | N/D           | N/D           | [ 7 ]         |
| 2005 | The King and the Clown          | 왕의 남자          | N/D                     | Sí                  | N/D           | N/D           | [ 8 ]         |
| 2006 | Series Dasepo Naughty Girl      | 시리즈 다세포 소녀 | N/D                     | N/D                 | Co-direcció   | N/D           | [ 9 ]         |
| 2022 | Els ulls de la nit              | 올빼미             | N/D                     | N/D                 | Sí            | Sí            | [ 10 ] [ 11 ] |

## Reconeixements
| Cerimònia de premi                                  | Any  | Categoria                        | Nominat                   | Resultat  | Ref.          |
| --------------------------------------------------- | ---- | -------------------------------- | ------------------------- | --------- | ------------- |
| Baeksang Arts Awards                                | 2023 | Millor pel·lícula                | Els ulls de la nit        | Guanyador | [ 12 ]        |
| Baeksang Arts Awards                                | 2023 | Millor director                  | Ahn Tae-jin               | Nominat   | [ 12 ]        |
| Baeksang Arts Awards                                | 2023 | Millor director novell           | Ahn Tae-jin               | Guanyador | [ 12 ]        |
| Baeksang Arts Awards                                | 2023 | Millor guió                      | Ahn Tae-jin i Hyun Kyu-ri | Nominat   | [ 12 ]        |
| Premis Director's Cut                               | 2023 | Millor director novell de cinema | Ahn Tae-jin               | Guanyador | [ 13 ]        |
| Premis Director's Cut                               | 2023 | Millor director en cinema        | Ahn Tae-jin               | Nominat   | [ 14 ]        |
| Premis Director's Cut                               | 2023 | Millor guió                      | Ahn Tae-jin i Hyun Kyu-ri | Nominat   | [ 14 ]        |
| Premis de l'Associació Coreana de Crítics de Cinema | 2023 | Millor nou director              | Ahn Tae-jin               | Guanyador | [ 15 ]        |
| Buil Film Awards                                    | 2023 | Millor nou director              | Ahn Tae-jin               | Nominat   | [ 16 ]        |
| Buil Film Awards                                    | 2023 | Millor guió                      | Ahn Tae-jin i Hyun Kyu-ri | Nominat   | [ 16 ]        |
| Buil Film Awards                                    | 2023 | Millor pel·lícula                | Els ulls de la nit        | Nominat   | [ 16 ]        |
| Golden Cinema Film Festival                         | 2023 | Millor director                  | Ahn Tae-jin               | Guanyador | [ 17 ]        |
| Grand Bell Awards                                   | 2023 | Millor pel·lícula                | Els ulls de la nit        | Nominat   | [ 18 ] [ 19 ] |
| Grand Bell Awards                                   | 2023 | Millor nou director              | Ahn Tae-jin               | Guanyador | [ 18 ] [ 19 ] |
| Grand Bell Awards                                   | 2023 | Millor guió                      | Ahn Tae-jin i Hyun Kyu-ri | Guanyador | [ 18 ] [ 19 ] |
| Blue Dragon Film Awards                             | 2023 | Millor pel·lícula                | Els ulls de la nit        | Nominat   | [ 20 ] [ 21 ] |
| Blue Dragon Film Awards                             | 2023 | Millor nou director              | Ahn Tae-jin               | Guanyador | [ 20 ] [ 21 ] |
| Blue Dragon Film Awards                             | 2023 | Millor guió                      | Ahn Tae-jin i Hyun Kyu-ri | Nominat   | [ 20 ] [ 21 ] |